# Бембіраптор
Бембіраптор (Bambiraptor, букв. «мисливець-Бембі») — рід ящеротазових динозаврів родини дромеозавриди (Dromaeosauridae). Описано один вид — Bambiraptor feinbergi. Динозавр жив у Північній Америці у пізній крейді, близько 70—75 млн років тому. Рештки знайдені у відкладеннях алевроліту формації Two Medicine у штаті Монтана, США.

## Назва
Родову назву Bambiraptor дано на честь Бембі — героя відомого мультфільму Діснея, завдяки своєму невеликого розміру. Видова назва — на честь Майкла та Енн Фейнбергів, які викупили перший екземпляр і надали його для досліджень.

## Історія

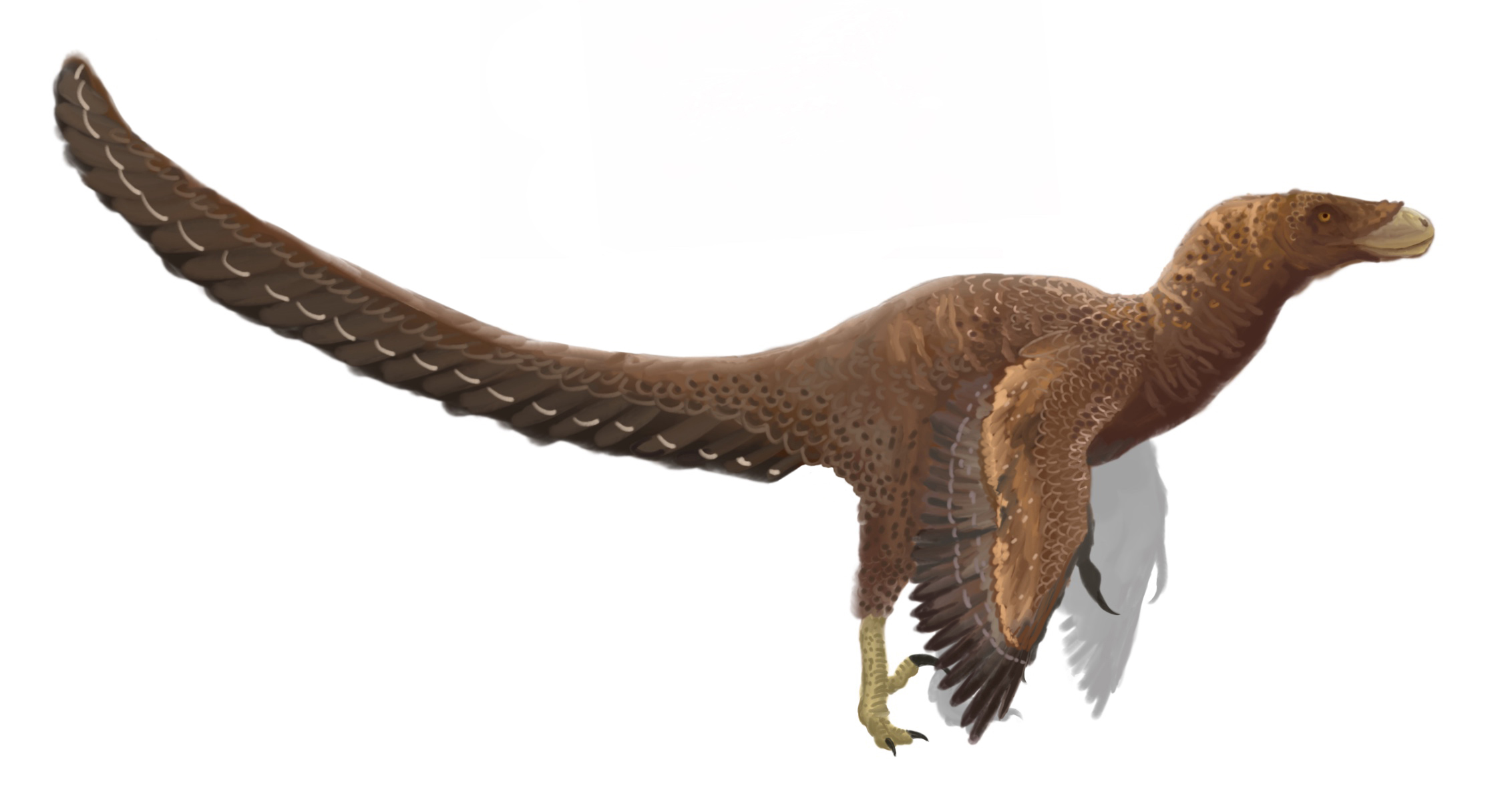
Художня реконструкція ювенільного екземпляра

Перший скелет бембіраптора знайшов в 1993 році 14-річний хлопчик Вес Лінстер, який допомагав батькові у пошуках скам'янілостей. Спочатку його описали як неповнолітню особу Saurornitholestes, але у 2000 році вчені з Канзаського університету, Єльського університету та Університету Нового Орлеана віднесли його до нового роду і виду Bambiraptor feinbergi. Також у 2000 році виявлений паратип, що складається з 34 елементів скелета, які належало двом особинам. У 2004 році знайдено верхню щелепу бембіраптора.

## Опис

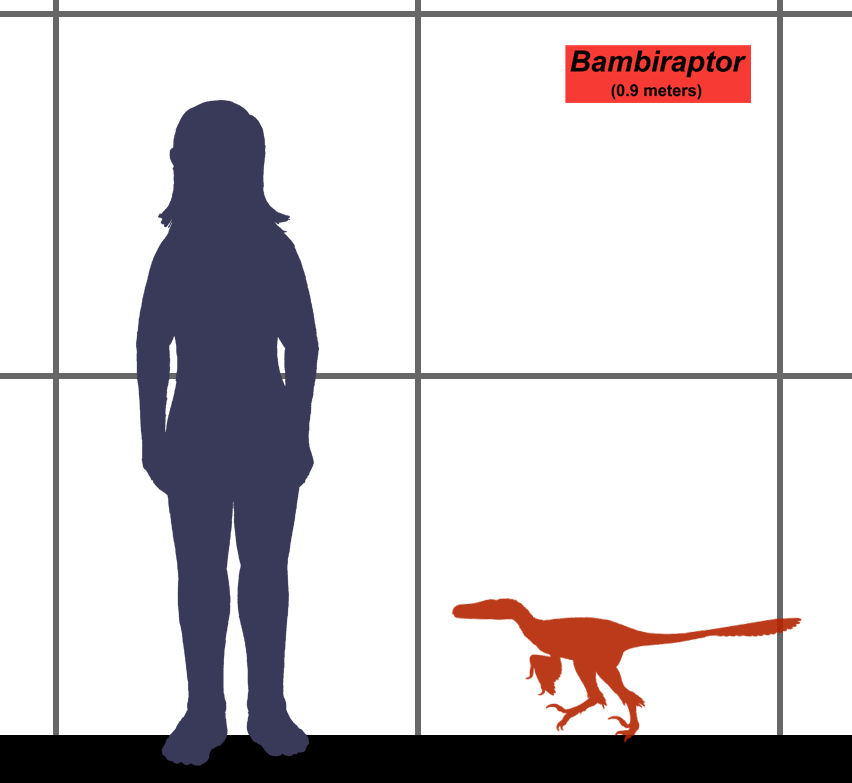
Порівняння розмірів бембіраптора з розмірами людини

Динозавр був менше одного метра у довжину, заввишки 35 см, вагою не більше 2 кг. Як і більшість дромеозаврид, бембіраптор мав великий кіготь на другому пальці задніх ніг. Володів відмінним зором і полював зграями.
Дослідження бембіраптора показали, що він міг зводити пальці рук в колечко. Це дозволяло йому тримати здобич в руках і підносити її до рота, як роблять деякі сучасні ссавці, наприклад гризуни та примати.